# Jōsei Toda
Jōsei Toda (jap. 戸田城聖 Toda Jōsei; ur. 11 lutego 1900, zm. 2 kwietnia 1958) – japoński przywódca religijny i pedagog, od 1930 działacz buddyjskiej sekty Sōka Gakkai, od 1943 do 1945 więziony z powodu pacyfistycznych wystąpień przeciwko państwowemu shintō, od 1945 do śmierci przywódca Soka Gakkai.